# ديفيد أ. كابلان
ديفيد أ. كابلان (بالإنجليزية: David A. Kaplan)‏ هو صحفي أمريكي، ولد في 1956.

## وصلات خارجية
- الموقع الرسمي